# 酒井誠
酒井 誠（さかい まこと、1954年1月27日 - ）は、日本の実業家。マークラインズ株式会社創業者・代表取締役社長。

## 人物・来歴
佐賀県出身。1977年に九州大学経済学部卒業後、日産自動車へ入社し、車体部品の調達を担当した。1988年からイリノイ大学経営大学院に留学し、1990年に経営管理学修士（MBA）を取得。1991年日本アジア投資入社。日本アジア投資コンサルティング部長、日本アジア投資審査部長、日本アジア投資投資先企業部長を経て、1999年日本デルファイ・オートモーティブ・システムズ エネルギー＆エンジン制御システム事業部コマーシャル・ディレクター。2000年からネットライダーズ・デイトナ代表取締役社長として、二輪車のポータルサイトの運営を手掛けた。2001年赤坂でマークラインズを創業し、同社代表取締役社長に就任。自動車情報プラットフォーム事業などを展開し2018年には東京証券取引所1部上場を果たした。2020年自動車ファンド代表取締役会長。